# Rostislav Dimitrov
Rostislav Dimitrov (bulgariska: Ростислав Димитров), född den 26 december 1974 i Ruse, är en bulgarisk före detta friidrottare som tävlade i tresteg.
Dimitrovs första mästerskapsfinal var EM 1998 då han blev bronsmedaljör med ett hopp på 17,26 (dock i för stark medvind). Under 1999 blev han först silvermedaljör vid inomhus-VM men senare blev han av med medaljen efter att han testats positivt för Efedrin. Dock blev han inte avstängd utan tävlade vid utomhus-VM samma år då han slutade tvåa efter Charles Michael Friedek med ett hopp på 17,49.
Vid inomhus-EM 2000 slutade han åter tvåa och även denna gång efter Friedek. Han var även i final vid Olympiska sommarspelen 2000 där han slutade nia.
Vid både VM 2001 och vid EM 2002 var han i final och slutade åtta respektive nia.

## Personliga rekord
- Tresteg - 17,49 meter